# Calvenzano
Calvenzano es una localidad y comune italiana de la provincia de Bérgamo, región de Lombardía, con 3.886 habitantes.

## Evolución demográfica
| Gráfica de evolución demográfica de Calvenzano entre 1861 y 2001 |
|                                                                  |
| Fuente ISTAT - elaboración gráfica de Wikipedia                  |